# Arracacia incisa
Arracacia incisa är en flockblommig växtart som beskrevs av H.Wolff. Arracacia incisa ingår i släktet Arracacia och familjen flockblommiga växter. Inga underarter finns listade i Catalogue of Life.